# American Association for the Advancement of Science
American Association for the Advancement of Science (AAAS; „Amerykańskie Towarzystwo Postępu Naukowego” lub „Amerykańskie Stowarzyszenie na rzecz Postępu Nauk”) – międzynarodowa organizacja non-profit zajmująca się ogólnie pojętym rozwojem nauki.

## Historia
American Association for the Advancement of Science zostało założone w 1848 roku jako pierwsza stała amerykańska organizacja mająca na celu promowanie nauki, a jego pierwszym prezydentem został William Charles Redfield. W przeciągu pierwszych pięćdziesięciu lat istnienia AAAS kilkukrotnie było bliskie upadku i dopiero połączenie z magazynem „Science”, który zawiódł jako prywatne przedsięwzięcie, doprowadziło do odrodzenia zarówno czasopisma, jak i organizacji.

## Cele
Założone cele realizuje poprzez inicjatywy takie jak prowadzenie polityki naukowej, organizowanie programów międzynarodowych i kształcenia naukowego.
Kadencja prezydenta American Association for the Advancement of Science trwa rok.
Prezydentami AAAS oprócz Redfielda byli także m.in.: Louis Agassiz (1851), Othniel Charles Marsh (1878), Edward Drinker Cope (1896), Theodore Gill (1896), Charles Walcott (1923), Alfred Romer (1966) i Stephen Jay Gould (2000).
Obecnie organizacja zrzesza 262 towarzystwa naukowe oraz akademie i służy w sumie około 10 milionom osób. Dostępne dla wszystkich członkostwo w American Association for the Advancement of Science zapewnia m.in. prenumeratę „Science”. AAAS składa się z 24 sekcji, organizujących sympozja podczas corocznych spotkań oraz zapewniających ekspertyzy dla projektów AAAS.
AAAS przyznaje szereg nagród i wyróżnień (m.in. Newcomb Cleveland Prize), a także funduje programy stypendialne.
AAAS jest także wydawcą licznych biuletynów naukowych, książek, raportów i czasopism, m.in. prestiżowego magazynu „Science”, z liczbą czytelników szacowaną na około milion, oraz EurekAlert! – strony internetowej informującej o najnowszych odkryciach naukowych.